# Dumitru Găleșanu
 (avril 2023).
La mise en forme du texte ne suit pas les recommandations de Wikipédia : il faut le « wikifier ».
Les points d'amélioration suivants sont les cas les plus fréquents. Le détail des points à revoir est peut-être précisé sur la page de discussion.
- Les titres sont pré-formatés par le logiciel. Ils ne sont ni en capitales, ni en gras.
- Le texte ne doit pas être écrit en capitales (les noms de famille non plus), ni en gras, ni en italique, ni en « petit »…
- Le gras n'est utilisé que pour surligner le titre de l'article dans l'introduction, une seule fois.
- L'italique est rarement utilisé : mots en langue étrangère, titres d'œuvres, noms de bateaux, etc.
- Les citations ne sont pas en italique mais en corps de texte normal. Elles sont entourées par des guillemets français : « et ».
- Les listes à puces sont à éviter, des paragraphes rédigés étant largement préférés. Les tableaux sont à réserver à la présentation de données structurées (résultats, etc.).
- Les appels de note de bas de page (petits chiffres en exposant, introduits par l'outil «  Source ») sont à placer entre la fin de phrase et le point final[comme ça].
- Les liens internes (vers d'autres articles de Wikipédia) sont à choisir avec parcimonie. Créez des liens vers des articles approfondissant le sujet. Les termes génériques sans rapport avec le sujet sont à éviter, ainsi que les répétitions de liens vers un même terme.
- Les liens externes sont à placer uniquement dans une section « Liens externes », à la fin de l'article. Ces liens sont à choisir avec parcimonie suivant les règles définies. Si un lien sert de source à l'article, son insertion dans le texte est à faire par les notes de bas de page.
- La présentation des références doit suivre les conventions bibliographiques. Il est recommandé d'utiliser les modèles {{Ouvrage}}, {{Chapitre}}, {{Article}}, {{Lien web}} et/ou {{Bibliographie}}. Le mode d'édition visuel peut mettre en forme automatiquement les références.
- Insérer une infobox (cadre d'informations à droite) n'est pas obligatoire pour parachever la mise en page.

Pour une aide détaillée, merci de consulter Aide:Wikification.
Si vous pensez que ces points ont été résolus, vous pouvez retirer ce bandeau et améliorer la mise en forme d'un autre article.
Dumitru Găleșanu (prononcé en roumain : /[duˈmitru gəleˈʃanu]/; né le 5 décembre 1955 à Potlogeni dans la commune de Tia Mare) est un juriste, écrivain et poète postmoderne,,, essayiste et illustrateur de livres roumain.

## Repères biographiques
Dumitru Găleşanu est le fils d'Aurica (née Crăciunescu) et d’Ion At. Găleșanu, tous deux agriculteurs olténiens.
Il obtient son diplôme de l’enseignement préuniversitaire à l’« École générale avec les grades I-VIII » de Potlogeni (1962-1970), au Groupe scolaire de chimie à Craiova, comté de Dolj (1970-1973), ainsi qu’à la « Vasile Roaită », Lycée de mathématiques et de physique à Râmnicu Vâlcea (1973-1979), devenu plus tard le Collège national « Mircea cel Bătrân », dans la période 1975-1976, interrompre les cours de lycée, afin d'effectuer son service militaire à Bucarest-Otopeni.
Il a suivi des études de premier cycle à l’Université Babeș-Bolyai (UBB) à Cluj-Napoca, Faculté de Droit, profil des Sciences Juridiques, spécialisation en Droit (1981-1986).
Cours de troisième cycle d’un an en droit civil et droit commercial, à l’Université Babeş-Bolyai de Cluj-Napoca, Faculté de Droit (2003-2004), maîtrise, spécialisation en droit privé roumain, à l’Université « Lucian Blaga » de Sibiu, Faculté de Droit « Simion Bărnuțiu » (2004-2006).
Entre le 1er novembre 1989 et le 3 septembre 2014, il a poursuivi sa carrière professionnelle dans la magistrature, exerçant la fonction de magistrat-juge, d’abord à la Section mixte (pénale, civile) de la Cour Râmnicu Vâlcea – jusqu’au 31 octobre 1997, et ensuite passer à la première Section civile du tribunal Vâlcea, comté de Vâlcea.
Sa passion pour la littérature et la beauté culturelle et artistique, en particulier pour la poésie, est née depuis l’enfance, pendant les années où il a fréquenté l’École générale dans sa localité natale, et elle se nourrit de son amour continu et ininterrompu pour l’art et la Connaissance en général, dans l’orientation et l’évolution artistiques ultérieures étant attirés par les écrits créatifs et les idées novatrices de différentes époques socioculturelles, de plusieurs écrivains et poètes, livres penseurs et scientifiques, un rôle important ayant à cet égard la lecture des œuvres écrites par: Mihai Eminescu, Lucian Blaga, Nichita Stănescu, Marco Lucchesi, Platon, Emmanuel Kant, Georg Wilhelm Friedrich Hegel, Albert Einstein, Erwin Schrödinger, Werner Heisenberg, Hubert Reeves, John D. Barrow, Lee Smolin, Stephen Hawking, Simon Singh.

## Activité littéraire et éditoriale
Études et articles dans le domaine juridique professionnel, inclus dans le (en) 1er Congrès international sur la recherche de la Fondation en droit et philosophie du droit: Bucarest, 29 mai 2005, coord. acad. Alexandru Boboc etc. (éd. Cartea Universitara, Bucarest, 2006) et dans (ro) Revista critică de drept și de filosofia dreptului, vol.2, no.1-2/mars-juin 2005, Bucarest.
Il a fait ses débuts éditoriaux le 25 juillet 2010, avec le volume de poésie lyrique et philosophique Emoții în multivers/Emotions into multiverse (Émotions en multivers), édition bilingue roumaine-anglaise, au éd. Tracus Arte de Bucarest, une maison d’édition avec laquelle il a continué à coopérer dans les années qui ont suivi.

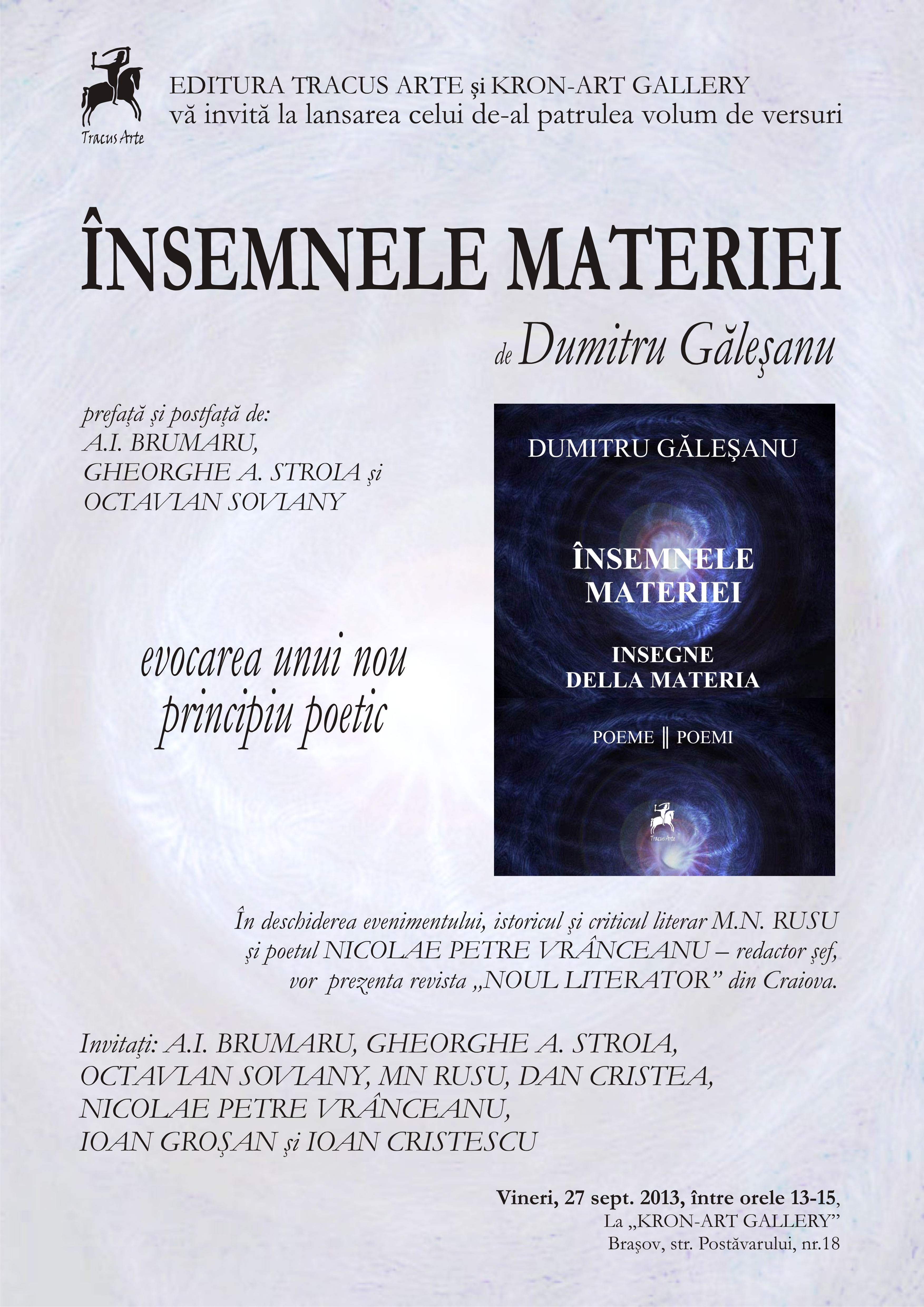
Les Insignes de la Matière de Dumitru Găleșanu. Kron-Art Gallery à Brașov, le 27 septembre 2013.

Au cours de la période qui a suivi la publication de son œuvre poético-philosophique de début, Dumitru Găleșanu a préparé en manuscrit plusieurs travaux littéraires et philosophiques du même genre, qui ont été réunies en volumes distincts et publiées successivement dans des éditions bilingues roumain-italiennes: Pe corzile luminii/Sulle stringhe di luce (Sur les cordes de la lumière), en 2011, Fugă spre roșu/Fuggire verso il rosso (Fuite vers le rouge), en 2012 et Însemnele Materiei/Insegne della Materia (Les Insignes de la Matière), en 2013.
Depuis 2012, il publie des œuvres littéraires dans des revues d’art et de culture nationales et internationales, telles que New York Magazin et Gracious Light/Lumină Lină (New York), Armonii Culturale (Adjud), Noua Provincia Corvina (Hunedoara), Destine Literare (Montréal), Il Convivio et Cultura e  Prospettive (Castiglione di Sicilia), Banchetul (Petroșani), Vatra veche (Targu Murès), Lumina Lumii (Râmnicu Vâlcea), Oltart (Slatina), Romanian Global News (Bucarest).

## Affiliations littéraires
Il a été membre de la Société Littéraire « Anton Pann » de Râmnicu Vâlcea (novembre 1986-janvier 1990). Membre de l’association culturelle APS « Euterpe » de Jesi - Ancône, Italie. Membre de l’Académie internationale « Il Convivio », Castiglione di Sicilia - Catane, Italie.

## Œuvre littéraire. Livres publiés
- Emoții în multivers/Emotions into multiverse, édition roumaine-anglaise, éd. Tracus Arte, Bucarest, 2010.
- Pe corzile luminii/Sulle stringhe di luce, édition roumaine-italienne, éd. Tracus Arte, Bucarest, 2011.
- Fugă spre roșu/Fuggire verso il rosso, édition roumaine-italienne, éd. Tracus Arte, Bucarest, 2012[18].
- Însemnele materiei/Insegne della materia, édition roumaine-italienne, éd. Tracus Arte, Bucarest, 2013.
- Addéndum, édition roumaine-italienne-anglaise, éd. Tracus Arte, Bucarest, 2014[19].
- (ro) Anté*métaphysique, anthologie lyrique de l'auteur, édition bibliophile, éd. Eikon, Cluj-Napoca, 2015[20],[21].
- Tratat pentru nemurire/Trattato per l’immortalità, édition roumaine-italienne, éd. Tracus Arte, Bucarest, 2016[22].
- Axiomele infinității/Assiomi dell’infinità, édition roumaine-italienne, éd. Tracus Arte, Bucarest, 2017[23].
- (ro) Anté*métaphysique: anthologie lyrique, 2e édition révisée et ajoutée, éd. Eikon, Bucarest, 2018[24].
- Poetică metafizică/Poetica metafisica, édition roumaine-italienne, éd. Tracus Arte, Bucarest, 2019[25].
- (ro) Luminile omului, lirica filosofică (Les lumières de l'homme, la lyrique philosophique), éd Univers Enciclopedic Gold, Bucarest, 2020,  (ISBN 978-606-704-783-7).
- The Lights of Man: the philosophical lyric poetry, traduction anglaise par Andreea Moise, éd. Eikon, Bucarest, 2021,  (ISBN 978-606-49-0465-2).
- Le luci dellʼuomo: lirica filosofica, traduction italienne par Mihaela Cîrțog, éd. Eikon, Bucarest, 2021,  (ISBN 978-606-49-0464-5).
- In aeternum poetic@, éd. Eikon, Bucarest, 2022,  (ISBN 978-606-49-0626-7)[26].
- Mirabile iubiri. Antologie de gânduri și amintiri/Mirabili amori. Antologia di pensieri e ricordi, prose, édition bilingue roumaine-italienne, éd. Eikon, Bucarest, 2023,  (ISBN 978-606-49-1005-9)[27].

## Présence dans les anthologies
- (ro) Maratonul de poezie, blues și jazz 2012, éd. Tracus Arte, Bucarest, 2012.
- (ro) Meridiane Lirice – Antologie Universală a Poeziei Românești Contemporane (124 Poeți contemporani), coord. Gheorghe A. Stroia, éd. Armonii Culturale, Adjud, 2012.
- Antologia scriitorilor români contemporani din întreaga lume. Starpress 2014/Lʼantologia degli scrittori romeni contemporanei del mondo intero, coord. Ligya Diaconescu, édition roumaine-italienne, éd. Fortuna, Râmnicu Vâlcea, 2014.
- (ro) Actori printre Astre. Antologie de poezie contemporană românească, vol.1, coord. Gheorghe A. Stroia, éd. Armonii Culturale, Adjud, 2016.
- (it) Tu sai che era amore – LʼAntologia delle opere vincitrici della IX Edizione del «Premio Internazionale di Poesia Don Luigi Di Liegro 2017», coord. Renato Fiorito, Ed. Ilmiolibro self publishing, Rome, 2017.
- (ro) În dialog cu inima. Interviuri cu scriitori români contemporani, vol.4, Gheorghe A. Stroia, éd. Armonii Culturale, Adjud, 2018.
- (it) Antologia della VII edizione Premio Nazionale di Poesia «L’arte in versi» (Autori Vari), coord. Lorenzo Spurio, éd. Associazione Culturale Euterpe APS, Jesi, (AN), 2018.
- (it) Autori vari. Antologia – X° Concorso letterario nazionale «Città di Cologna Spiaggia», éd. Associazione Culturale Il Faro, Cologna Spiaggia di Roseto degli Abruzzi (TE), 2019.
- (it) Fiori di Poesia [Per la Giornata Mondiale della Poesia], coord. Lorenzo Spurio, éd. Associazione di Promozione Sociale Euterpe, Jesi (AN), 2022.
- Poeme peregrine: antologie de poezie contemporană românească/Poemas peregrinos: antología de poesía rumana contemporánea, coord. Carmen Bulzan, édition roumaine-espagnole, éd. Kult, Drobeta-Turnu Severin, 2022,  (ISBN 978-606-95452-8-7).
- (es) Poemas Peregrinos: antología de poesía rumana contemporánea, (auteur) Carmen Bulzan et (éditeur) Luis Cruz-Villalobos, éd. Independently Poetry, Santiago du Chili, 2023,  (ISBN 979-8390283752).
- (de) Rumänische Lyrikantologie - Von den Anfängen bis heute, Band VI ("Anthologie de poésie roumaine - Des origins à aujourd'hui, Tome VI"), Christian W. Schenk, edition allemande, Maison d'édition Dionysos, Boppard, 2024,  (ISBN 979-888-372-4830).

## Récompenses et distinctions
- Premio alla Carriera, Concours international « Poesia, Prosa ed Arti figurative » e Premio teatrale « Angelo Musco » - « Il Convivio » 2016, la 16e édition, section « Libro edita. Poesia », Giardini Naxos di Messina, Sicilia, Italie[28].
- Prix spécial du meilleur livre d'un auteur étranger [Premio speciale per miglior libro di autore straniero], Concours Premio Nazionale di Poesia « L’arte in versi » 2018, 7e édition, avec l'œuvre Tratat pentru nemurire/Trattato per l'immortalità, Jesi (AN), Italie[29].
- Prix spécial « Provincia di Teramo », Concours littéraire national « Città di Cologna Spiaggia » 2019, la 10e édition, section « Silloge poetica », pour le volume Axiomele infinității, Roseto degli Abruzzi (TE), Italie[30].